# Polish Assault
Polish Assault – split zawierający nagrania grup muzycznych Lost Soul, Yattering, Decapitated oraz Damnable. Wydawnictwo ukazało się 2000 roku nakładem Relapse Records na płycie CD. 
Kompozycje Lost Soul zostały wydane w 1998 roku na demie zespołu pt. ...Now Is Forever.

## Lista utworów
Opracowano na podstawie materiału źródłowego.
| Nr  | Tytuł utworu                                  | Długość |
| --- | --------------------------------------------- | ------- |
| 1.  | „The Eye of Horus” (Decapitated)              | 5:46    |
| 2.  | „Blessed” (Decapitated)                       | 4:58    |
| 3.  | „The First Damned” (Decapitated)              | 5:30    |
| 4.  | „Nine Steps” (Decapitated)                    | 4:58    |
| 5.  | „Dance Macabre” (Decapitated)                 | 2:07    |
| 6.  | „Ill Neglect” (Yattering, cover Brutal Truth) | 2:11    |
| 7.  | „Exterminate” (Yattering)                     | 5:01    |
| 8.  | „Eyes Can See...” (Yattering)                 | 3:58    |
| 9.  | „My Kingdom” (Lost Soul)                      | 3:06    |
| 10. | „Malediction” (Lost Soul)                     | 2:56    |
| 11. | „We Want God” (Lost Soul)                     | 2:20    |
| 12. | „Divine Satisfaction” (Lost Soul)             | 2:50    |
| 13. | „Intro” (Damnable)                            | 0:40    |
| 14. | „Underworld” (Damnable)                       | 3:05    |
| 15. | „Paranormal Verdict” (Damnable)               | 1:34    |
| 16. | „Circle of Time” (Damnable)                   | 2:12    |
| 17. | „The Myth” (Damnable)                         | 3:50    |
| 18. | „Reincarnation” (Damnable)                    | 1:56    |
| 19. | „Re-Reincarnation” (Damnable)                 | 2:57    |
| 20. | „To A God Unknown” (Damnable)                 | 1:07    |
| 21. | „Self Analysis” (Damnable)                    | 3:00    |
| 22. | „Outro” (Damnable)                            | 2:01    |
|     |                                               | 1:08:03 |